# Guadua virgata
Guadua virgata är en gräsart som först beskrevs av Carl Bernhard von Trinius, och fick sitt nu gällande namn av Franz Josef Ivanovich Ruprecht. Guadua virgata ingår i släktet Guadua och familjen gräs. Inga underarter finns listade i Catalogue of Life.